# Нонконформізм
Нонконформі́зм (англ. non-conformism — «незгода») — протилежне до поняття конформізм; незгода, неприйняття або критичне сприйняття норм, цінностей, цілей, панівних у конкретній групі в суспільстві, намір здолати догматичні стереотипи і замість пасивної безособової позиції виявити змістовну, індивідуальну. В деяких випадках нонконформізмом називають просто готовність індивіда відстоювати свою особисту позицію в тих випадках, коли вона суперечить позиції більшості.
Цим терміном користуються в різних аспектах релігії, психологія, суспільні науки (соціологія, юриспруденція, політологія, філософія), мистецтво, культурологія та інші галузі.

## Нонконформізм у психології
Експерименти в галузі практичної психології розглядяють поведінку індивіда в конкретній групі, і не завжди протиставляє нонконформізму конформізм. Нонконформна реакція, як і конформна, обумовлена і визначена груповим тиском, є залежною від нього, хоча і здійснюється в логіці «ні». Поведінковий негативізм часто пов'язаний з тим, що конкретний індивід опиняється на стадії входження до групи, коли первинним він ставить на меті особистісне завдання «бути і, головне, здаватися не таким, як усі». Широко відомі такі експериментальні дослідження нонконформізму.
- 1951 рік — «Експеримент Аша», в якому близько 8% досліджуваних виявили нонконформну реакцію.
- 1963 рік — «Експеримент Мілґрема». Мається на увазі та його модифікація, в якій підсадним досліджуваним було прописано відмовлятися брати участь в «експерименті». У цій модифікації більшість справжніх досліджуваних відмовлялося від участі в «експерименті» услід за підсадними, але 10% випробовуваних продовжували виконувати інструкції експериментатора, попри умови експерименту.
- 1980 рік — Експерименти Чарльза Річарда Снайдера і Говарда Л. Фромкіна на студентах університету Пердью, де студентам спочатку пропонувалося оцінити те, наскільки, на їхню думку, 10 їх найбільш значущих установок, збігаються з аналогічними установками інших студентів, а потім брати участь в експериментальному дослідженні конформізму. Була виявлена закономірність, згідно з якою, чим більше учасники ідентифікували власні установки з установками інших в ході опитування, тим сильніше у них виявлялася тенденція до нонконформізму на експериментальному етапі.

В даних експериментах не ставилось на меті розглядати нонконформізм як протилежність до конформізму, оскільки обидві поведінкові реакції вважалися практично однаково пасивними порівняно з високорозвиненими просоціальними співтовариствами. Розрізняють соціально-психологічні явища малих групах (у мікросередовищі) і у великих (у макросередовищі). Виявлені закономірності не в повній мірі стосуються поведінкової реакції у соціумі, де змінюється й смислове навантаження бінарної пари «нонконформізм-конформізм», які характеризують, відповідно, активну й пасивну позиції в суспільстві.

## Нонконформізм у суспільних науках
Нонконформізм, як і конформізм, «може бути позитивним (соціально корисним), коли йдеться про додержання легітимної норми поведінки, і негативним (соціально шкідливим), коли йдеться про антисуспільні погляди й поведінку». Антисоціальна (або девіантна поведінка) підпадає під сферу вивчення юридичною наукою.
Відомі дослідники й філософи Х. Аренд, Ч.-Р. Міллс, Л.-Е. Вайт розглядали конформізм як соціально-психологічне підґрунтя авторитаризму й тоталітаризму, що розвивається внаслідок маніпулювання індивідуальною або масовою свідомістю у політичних цілях. Т. Адорно розглядав конформізм як шлях до перевтілення в авторитарну особистість, що є опорою фашистських режимів. Тут нонконформістські тенденції виступають як протидія розвитку некритичного сприйняття будь-якої пропаганди, політичної пасивності та апатії. Прояви та особливості бінарної опозиції «нонконформізм-конформізм» досліджували С.-Е. Аш, В. Райх, З.Фройд, Е. Фромм, Г. Маркузе та ін.

Світоглядні особливості постмодернізму через зазначені терміни змальовує Ж. Бодріяр: «Мовчазна більшість — це не соціологічна реальність, а тінь від влади, безодня, що її поглинає,…швидкоплинне, нестійке, податливе до будь-якого впливу скупчення, що характеризується гіперреальним конформізмом… Маса уособлює такий прикордонний і парадоксальний стан соціального, де ні об'єкту пізнання, ні суб'єкту пізнання більше не існує».

## Нонконформізм у мистецтві
Нонконформізм є синонімом термінів андерґраунд, «неофіційне мистецтво», «дисидентське мистецтво», які характеризують культуру, що перебувала під забороною в тоталітарних країнах Східної Європи та СРСР у період від 1950 до кінця 1980 рр.
Це вільна творчість, що виникла всупереч ідеологічній регламентації життя у суспільстві і була антиподом офіційно канонізованому мистецтву. Централізованій надіндивідуальній та наднаціональній імперській ідеології андеграунд протиставляв протилежні, загалом персоніфіковані ідеали: суб'єктивізм, індивідуалізм, ірраціоналізм, еротику, чуттєвість. В Україні надзвичайно важливою була тематика відродження національних традицій.
Біля витоків українського нонконформізму, на думку мистецтвознавців, стояв одеський художник і мистецтвознавець Олег Соколов. Починаючи з 1956 року в його помешканні проходили перші в Україні квартирні виставки. Надалі сформувалася потужна група художників-нонконформістів, які відкрито виступили проти соцреалізму. Широкого розголосу набула епатажна виставка двох молодих одеситів у 1967 «Сычик+Хрущик» (тобто Станіслав Сичов і Валентин Хрущ), які розвісили картини на паркані Одеського оперного театру, зібравши чималий натовп, і протрималися три години, поки влада не розігнала їх. Так почалася хвиля другого одеського авангарда, який створювали: Олександр Ануфрієв, Володимир Стрельніков, Віктор Маринюк, Валерій Басанець і його дружина Тетяна, Людмила Ястреб, Андрій Антонюк, Люсьєн Дульфан, Олег Волошинов, Євген Рахманін, Володимир Цюпко, Сергій Савченко, Ігор Божко, Олександр Стовбур, Юрій Єгоров, Михало Ковальский, Сергій Князєв, Володимир Наумець, Микола Степанов, Олександр Дмитрієв, Надія Гайдук, Віталій Сазонов, Віктор Рисович, Михайло Черешня, Євген Годенко та інші.
Київськими нонконформістами 60-70 років, яких назавали шістдесятниками, були: Алла Горська і її чоловік Віктор Зарецький, Опанас Заливаха, Людмила Семикіна, Галина Севрук, Галина Зубченко, Олександр Шкарапута, Олег Єржиковський, Олексій Татаров, Володимир Прядко, Борис Плаксій, Віталій Коробко та ін.
До цього ж покоління належать і так звані «Київські анахорети», за визначенням мистецтвознавства Бориса Лобановського, тобто ті, хто сповідував герметичну естетику, захоплювався абстрактними формами: Флоріан Юр'єв, Вілен Барський, Валерієм Ламахом, Григорій Гавриленко,Вадим Ігнатов, Яким Левич, Анатолій Лимарєв, Анатолій Сумар, Олександр Дубовик та ін.
Нонконформізм був підхоплений наступними поколіннями. Це художники: Федір Тетянич, Микола Трегуб, Вудон Баклицький, Микола Залевський, Олександр Костецький, Микола Недзельський, Олена Голуб, Володимир Богуславський, Михайло Жуков та інші. 
У посттоталітарній Україні, починаючи з 1990—2000, новий вияв незгоди виник в умовах вже не з радянською, а ринковою моделлю буття, комерціалізацією мистецтва. Постнонконформістами назвали художників, які, прордовжуючі андеграундне, спрямування, набули нової актуальності з використанням нових технологій: Борис Михайлов, Сидоренко Віктор, Оксана Чепелик, група «Г. В.Х» (Голуб, Вишеславський, Харченко, гурт «Фіктивна галерея. Експедиція». Відбулися протестні перформанси й соціально-критичні проекти Влади Ралко, групи Р. Е.П. та ін.